# 朝鮮連峰總會社
連峰總會社（或作朝鮮連峰總會社或林岳山总贸易会社）是一家朝鲜的国有企业，从事金属、矿物和机器的出口。它在多个国家设有分公司。在平和成为朝鲜领土前，它曾与韩国统一教会合资，持有南浦平和自動車厂的部分股权。

## 制裁
自2006年11月以来，連峰總會社一直被联合国列为武器禁运对象。